# Pancreatoduodenectomie
Een pancreatoduodenectomie, Hemi-pancreaticoduodenectomie, Whipple-operatie of in het Engels Pylorus-preserving pancreaticoduodenectomy (PPPD) is een operatie waarbij de kop van de alvleesklier (pancreas) en omliggende structuren worden verwijderd. Een van de meest voorkomende redenen om deze operatie uit te voeren is alvleesklierkanker in de kop van de alvleesklier.

## Indicaties
- Alvleesklierkanker
- Kanker van het duodenum
- Galwegkanker (Cholangiocarcinoom)
- Andere oorzaken die zorgen voor een verstopping van de papil van Vater

## Technieken
Er zijn verschillende variaties in operatietechnieken beschreven van de PPPD. Er kan zowel gekozen worden voor een open-procedure waarbij er een snee in de buikwand gezet wordt (incisie) of voor een laparoscopische procedure.
Ook kan er gekozen worden voor de klassieke Whipple waarbij de pylorus van de maag wordt verwijderd. Echter is de aangepaste Whipple, waarbij de pylorus gespaard blijft, gebruikelijker. Hierbij wordt de kop van de alvleesklier verwijderd samen met een deel van de twaalfvingerige darm, galweg, galblaas en de omliggende lymfeklieren. Hierna worden de maag, galweg en het overgebleven deel van de alvleesklier weer op de darm aangesloten. 

Weefsel dat verwijderd wordt bij een pancreatoduo- denectomie
Anatomische situatie na een pancreatoduo- denectomie

## Behandelcentra en cijfers
Onderzoek toont aan dat hoe vaker de Whipple-operatie in een bepaald ziekenhuis wordt verricht, hoe lager de postoperatieve sterfte in dat ziekenhuis is. Dit verschil kan oplopen tot 5% lagere kans op sterfte. Ook neemt de overlevingsduur toe indien de operatie wordt verricht in een ziekenhuis waar veel Whipple-operaties worden verricht. Deze ziekenhuizen moeten minimaal 20 alvleesklierkankeroperaties per jaar uitvoeren.
| Ziekenhuis                  | 2010 | 2011 | 2012 | 2013 |
| --------------------------- | ---- | ---- | ---- | ---- |
| AMC Amsterdam               | 58   | 59   | 67   | 74   |
| MST Enschede                | 14   | 20   | 37   | 63   |
| OLVG Amsterdam              | 35   | 34   | 44   | 52   |
| UMC Utrecht                 | 34   | 41   | 51   | 51   |
| LUMC Leiden                 | 36   | 47   | 62   | 49   |
| ErasmusMC Rotterdam         | 34   | 51   | 40   | 41   |
| AZM Maastricht              | 34   | 41   | 41   | 40   |
| Radboud Nijmegen            | 22   | 26   | 34   | 36   |
| Catharina Eindhoven         | 22   | 31   | 39   | 35   |
| UMC Groningen               | 34   | 38   | 34   | 28   |
| Vumc Amsterdam              | 9    | 15   | 27   | 27   |
| De Tjongerschans Heereveen  | 15   | 26   | 36   | 37   |
| Isala Zwolle                | 25   | 24   | 23   | 24   |
| St Antonius Nieuwegein      | 23   | 18   | 19   | 24   |
| Jeroen Bosch Den Bosch      | 21   | 16   | 24   | 23   |
| RDGG Delft                  | 21   | 20   | 22   | 23   |
| Amphia Breda                | 10   | 13   | 26   | 22   |
| Maasstad Rotterdam          | 22   | 28   | 22   | 21   |
| Albert Schweitzer Dordrecht | 19   | 26   | 29   | 16   |
| Totaal                      | 488  | 575  | 677  | 676  |